# Doliolida
I Dolioli (Doliolida) sono un ordine di tunicati della Classe Thaliacea.

## Descrizione
Hanno struttura simile a quella delle salpe, ma mentre queste hanno forma di barilotto prismatico (lungo da 1 a 15 cm), i Dolioli hanno forma di barilotto regolare (lungo meno di 1 cm). Sulla parete della faringe, che è rivolta verso la cavità cloacale, possiedono numerose fessure branchiali. A differenza delle Salpe che hanno anelli muscolari incompleti (Desmomiari), i Dolioli hanno muscolatura costituita da anelli completi (Ciclomiari).

## Riproduzione
Nei Dolioli si ha metagenesi: dall'uovo fecondato si forma una larva a barilotto con coda e corda dorsale; questa, ultimato lo sviluppo dà luogo all'oozoide (privo di apparato riproduttore) il quale, a sua volta, dietro l'endostilo, dà origine per gemmazione ad uno stolone ventrale sul quale si formano numerose gemme. Queste vengono trasportate da particolari cellule dette forociti in un'appendice postero-dorsale dell'oozoide e si moltiplicano per gemmazione formando 2 file laterali di gastrozoidi. A questo punto l'oozoide perde la branchia ed il tubo digerente e diventa un veicolo che trasporta le gemme: queste ultime formano blastozoidi di vario tipo che si dispongono su più file; una seconda ondata di gemme proveniente dallo stolone va a disporsi nello stolone dorsale formando altre due file mediane di blastozoidi, detti forozoidi, ciascuno dei quali farà da supporto ai gonozoidi (che derivano da una terza serie di gemme migranti). I gastrozoidi hanno funzione nutritiva per tutto il complesso; ciascun forozoide, col suo grappolo di gonozoidi, si stacca da ceppo originario e, maturate le gonadi, ciascun gonozoide diventa indipendente.